# Sudburyi iskolamodell

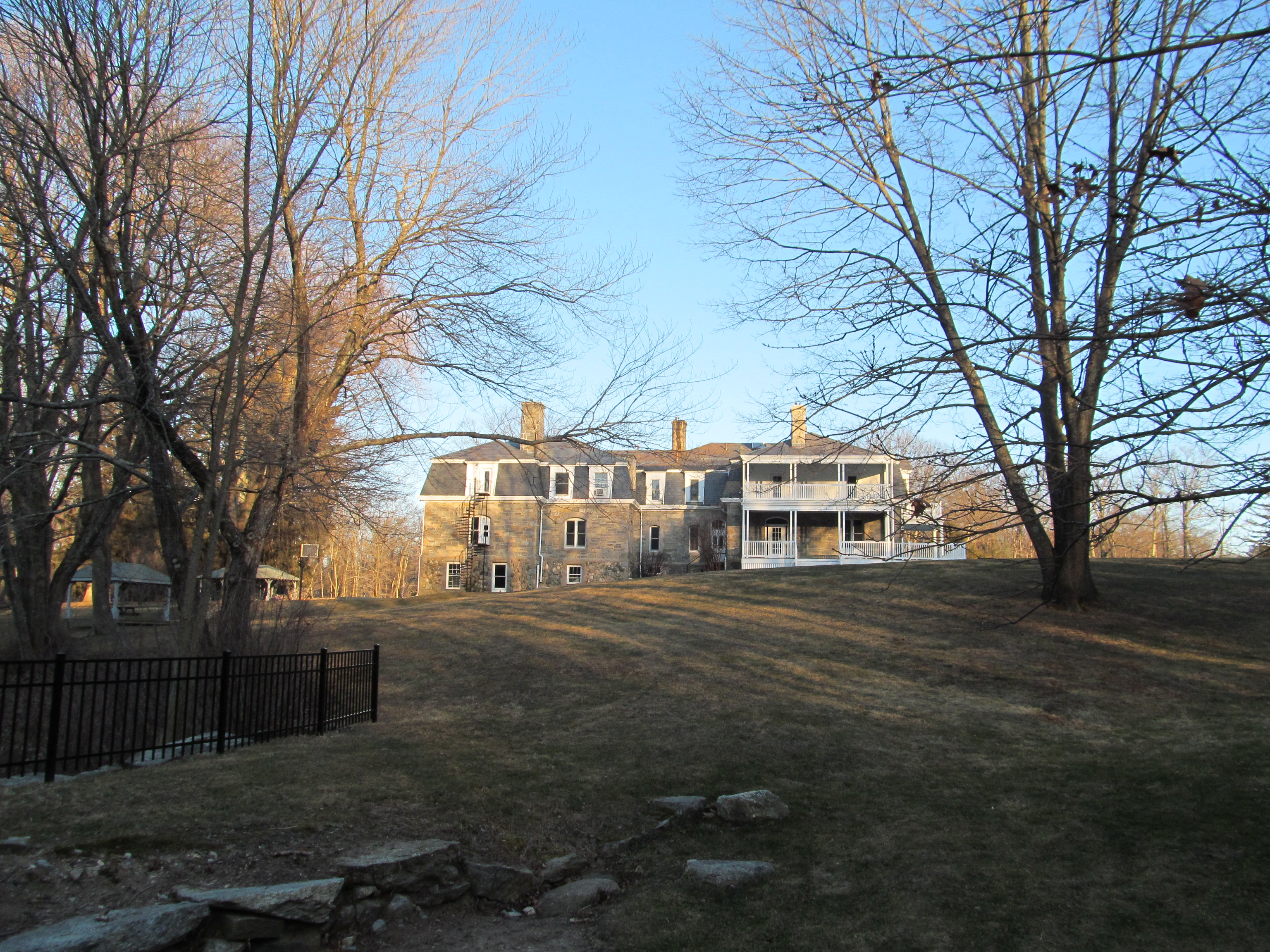
Sudbury Valley School

A demokratikus oktatás sudburyi modelljét  arról az iskoláról nevezték el, amely elsőként jött létre 1968-ban Framinghamben, Massachusettsben (USA). Az iskolahálózat, amely ma több mint 40 iskolát tömörít az egész világon. Számos vonatkozásban hasonlít a legrégibb demokratikus iskolára, Summerhill-re.

## Lásd még
- Demokratikus iskola
- Summerhill